# Izcue
Izcue (Izkue en euskera) es un concejo perteneciente al municipio de  la Cendea de Olza, Comunidad Foral de Navarra, España. Está situado a poco más de 14,2 kilómetros de Pamplona.

## Lugarés de interés
La iglesia de Santa Eulalia, que data del siglo XVIII.

## Festividad
Las fiestas de la localidad se celebran el 15 de mayo (San Isidro Labrador).

## Comunicaciones
| Eskualdeko Hiri Garraioa/Transporte Urbano Comarcal |   |
| Taxi Iruñerria                                      |   |
| Zona                                                | B |
| Estaciones                                          |   |